# قائمة حلقات المقاتل النبيل
المقاتل النبيل (باليابانية: バーチャファイター، بالروماجي: Bācha Faitā) (بالإنجليزية: Virtua Fighter) هو مسلسل أنمي من 35 حلقة مُستوحى من اللعبة القتالية التي تحمل نفس الاسم فيرچوا فايتر.

## الموسم الأول
| رقم الحلقة | عنوان الدبلجة | العنوان الياباني                            | العنوان الياباني                | تاريخ العرض الياباني |
| رقم الحلقة | عنوان الدبلجة | باليابانية                                  | بالعربية                        | تاريخ العرض الياباني |
| ---------- | --- | ------------------------------------------- | ------------------------------- | -------------------- |
| 1          | من يكون ذلك الشاب يصل أكيرا إلى المدينة الصينية، ويخبره صاحب المطعم الصيني العجوز "سو" بما يفعله أفراد الكوين كان من أعمال شريرة ويطلب من أكيرا مساعدة الفتاة بأي مقابل الطعام المجاني ويتمكن أكيرا من إنقاذها . | 八極拳の晶 登場!                            | أكيرا الهاكايوكو-كين            | 9 أكتوبر 1995        |
| 2          | صيحة من القلب يحتجز الكوين كان أحد فتى اسمه وِل كرهينة لحين لإجبار باجي على العودة للكوين كان - تتمكن بأي بمساعدة أكيرا من التغلب عليهم وإنقاذ وِل . | 八極拳の晶 登場心の叫び                     | بكاء القلب                      | 16 أكتوبر 1996       |
| 3          | بطولة مختلفة يلتقى أكيرا متسابق السيارات جاكي وأخته ساندي لأول مرة في مسابقة لأحد المطاعم، ثم يتنازل معه بسبب قيامه بالدوس على قدم أخته، وفي نفس الوقت تقوم الكوين كان بتدمير المطعم الصيني بعد أن علموا أن بأي كانت هناك، عندما علم أكيرا بالأمر أسرع للذهاب للمطعم، يتشبث سنجاب ساندي ألكسندر بأكيرا فيضطرون للحاق بهم. | 八極拳の晶 登場美しき兄妹拳士登場           | فريق الأخوين المقاتلين الرائعين | 23 أكتوبر 1995       |
| 4          | اقتحام وكر العصابة يُلحق الكوين كان أضرارًا كبيرة في المطعم، فيغضب أكيرا غضبًا شديدًا ويقرر الذهاب إلى مقر العصابة في المدينة ويهزم زعيمهم يان وومن كي لا يترك هذه الأعمال القذرة، ولم يتردد كل من ساندي وجاكي لتقديم المساعدة، في نهاية الحلقة يترك أكيرا وباي البلدة بصحبة جاكي وساندي..                                    | 八極拳の晶 登場決戦中華街（チャイナタウン） | مواجهة في المدينة الصينية       | 30 أكتوبر 1995       |
| 5          | هجوم النهار | 星を求めて                                  | البحث عن النجوم                 | 6 نوفمبر 1995        |
| 6          | الخصم الجديد | 激闘の陰で                                  | خلف كواليس المعركة              | 13 نوفمبر 1995       |
| 7          | مَعرَكةٌ لم تَنتَهِ | 宿命の二人                                  | مبارة القدر الثنائية            | 20 نوفمبر 1995       |
| 8          | عودة إلى الماضي | 悲しい過去                                  | حُزن الماضي                      | 27 نوفمبر 1995       |
| 9          | خارِجونَ على القانون | 指名手配!                                   | المطلوب                         | 4 ديسمبر 1995        |
| 10         | التسلل إلى المركز | 湖上の死闘                                  | مباراة قاتلة على ضفة البحيرة    | 11 ديسمبر 1995       |
| 11         | ممثلة سينمائية | 夢みるパイ                                  | حلم پاي                         | 18 ديسمبر 1995       |
| 12         | مواجهة داخلَ القِطار | 地下鉄暴走                                  | قطار خارج عن السيطرة            | 25 ديسمبر 1995       |
| 13         | حلبة المصارعة | 闇のリング                                  | منطقة ظلام                      | 1 يناير 1996         |
| 14         | المفاجأة الكبرى | 爆炎の彼方                                  | ما بعد الصدمة                   | 8 يناير 1996         |
| 15         | الأسرة الصغيرة | 小さな舞姫                                  | الأميرة الصغيرة                 | 15 يناير 1996        |
| 16         | مقاتل بحري | 海の格闘士                                  | محارب البحر                     | 22 يناير 1996        |
| 17         | اللقاء الجديد | 貴公子登場                                  | ها قد أتى الأمير                | 29 يناير 1996        |
| 18         | مواجهة مختلفة | 非情な再会                                  | جمع الشمل الحزين                | 5 فبراير 1996        |
| 19         | الرحيل الجديد | 非情な再会                                  | رحيل جديد                       | 19 فبراير 1996       |
| 20         | اقتحام القلعة | 兄妹（きょうだい）の絆                      | رياط الحب بين أخ وأخت           | 26 فبراير 1996       |
| 21         | لقاء الزعيم والمعلِّم | 仙人と達人                                  | ساحر وسيد                       | 4 مارس 1996          |
| 22         | الامتحان الأصعب | 魔都・香港                                  | المدينة الشريرة هونگ كونگ       | 11 مارس 1996         |
| 23         | إطلاق المقاتل الآلي | D・始動                                     | إطلاق D.                        | 18 مارس 1996         |
| 24         | أقوى الخصوم | 八つの星                                    | النجوم الثمانية                 | 24 مارس 1996         |

## الموسم الثاني
| رقم الحلقة | عنوان الدبلجة             | العنوان الياباني              | العنوان الياباني                         | تاريخ العرض الياباني |
| رقم الحلقة | عنوان الدبلجة             | باليابانية                    | بالعربية                                 | تاريخ العرض الياباني |
| ---------- | ------------------------- | ----------------------------- | ---------------------------------------- | -------------------- |
| 25         | القائمة السوداء           | 襲撃!謎の忍者軍団             | اجتياح! قوات جيش النينجا الغامضة         | 18 أبريل 1996        |
| 26         | من يكون زعيم العدو الجديد | 地獄から来た男! その名は鬼丸! | الرجل الآتي من الجحيم! اسمه أونيمارو     | 25 أبريل 1996        |
| 27         | نزال يجمع الصديقين        | 砕け散る友情!? 晶対ジャッキー | صداقة مُحطَّمة؟! أكيرا ضد جاكي              | 2 مايو 1996          |
| 28         | العدو الحقيقي             | 迫る巨大な影! リオン危うし    | الظل الكبير القادم! ليون الخطير          | 9 مايو 1996          |
| 29         | إنقاذ الصديق القديم       | 狙われたリング! ウルフを救え  | الرنگ المطلوب! أنجِد وولف                 | 16 مايو 1996         |
| 30         | القرار الأخير للممثلة     | 女優パイ・チェン              | پاي چان: الممثلة                         | 23 مايو 1996         |
| 31         | ما الذي يحدث في الجزيرة   | 怒れジェフリー! 非情の罠      | صِر غاضبًا يا جفري! الفخ الذي لا يرحم      | 30 مايو 1996         |
| 32         | المعركة الفاصلة           | 生か死か! 鬼丸軍団最後の闘い  | حياة أو موت! معركة قوات أونيمارو الأخيرة | 6 يونيو 1996         |
| 33         | مواجهة لم تكتمل           | 唸れ魂の拳! 晶対鬼丸!         | أظهر روح القبضة! أكيرا ضد أونيمارو       | 13 يونيو 1996        |
| 34         | الخطر الكبير قادم         | 発動! デュラル最強化計画!?    | فعِّل! خطة الدورَل الأقوى                   | 20 يونيو 1996        |
| 35         | المواجهة الأخيرة          | 最終決戦! 燃え上がれ友情の拳  | المعركة الأخيرة! احترق، قبضة الصداقة     | 27 يونيو 1996        |